# Mamut
A mamut (Mammuthus) az emlősök (Mammalia) osztályának ormányosok (Proboscidea) rendjébe, ezen belül az elefántfélék (Elephantidae) családjába tartozó régen kihalt nem.
A mamutoknak és az Elephas-fajoknak a nukleinsavas DNS-vizsgálata azt mutatta, hogy a két állatcsoport körülbelül 2,5-5,4 millió évvel ezelőtt vált ketté.
Az ormányosnem első képviselői, tehát a kora pliocén korszakban körülbelül 5 millió évvel ezelőtt jelentek meg, az utolsók pedig kb. 4000 évvel ezelőtt haltak ki. Az emlősnem utolsó fajai a kőkorszak emberének kortársai voltak Eurázsiában és Észak-Amerikában. A csoport legközelebbi élő rokona az ázsiai elefánt (Elephas maximus).

## Egykori elterjedésük
A mamutok Afrikában, a Szaharától délre eső területeken alakultak ki a kora pliocén korszak alatt, majd fokozatosan alkalmazkodva a hűvösebb éghajlathoz, a pleisztocén során elterjedtek Eurázsiában az Ibériai-félszigettől Kelet-Szibériáig; ill. a Bering-földhídon keresztül Észak-Amerikába vándorolva Alaszkától a mai Mexikó déli részéig. Változatos éghajlati övekhez is alkalmazkodtak a hideg tundráktól az enyhébb sztyeppékig, prérikig. Afrikából viszont a pleisztocénre kihaltak.
Ennek megfelelően csontjaikat már a középkorban is szép számmal megtalálták, de akkor inkább óriásoknak, sárkányoknak és más hasonló lényeknek tulajdonították őket.

## Kialakulásuk, fejlődésük

### Az ősök
A mamutok és a mai elefántok közös ősei, talán a Primelephas (magyarul: „első elefánt”) nem képviselői (feltehetően a Primelephas gomphotheroides faj) voltak, amelyek a felső miocénben, mintegy 5-7 millió évvel ezelőtt élhettek Afrikában. (A korábbi feltételezések szerint Primelephas emlősnem a miocén során Ázsiából Afrikába bevándorolt Stegodon nemből fejlődött ki; azonban ezt az elméletet manapság elvetik.)
Mivel az elsőként megjelent igazi elefántféle, feltételezhető, hogy a Primelephas nemből alakult ki a Loxodonta-ág (afrikai elefántok), valamint az Elephas- (ázsiai elefántok) és a Mammuthus-ágak. A mamutok fejlődési vonala valamivel később az Elephas-ágról vált le, tehát a mai ázsiai elefántokkal közelebbi rokonságban voltak (ezt DNS-vizsgálatok is megerősítették).

### A speciális fogazat

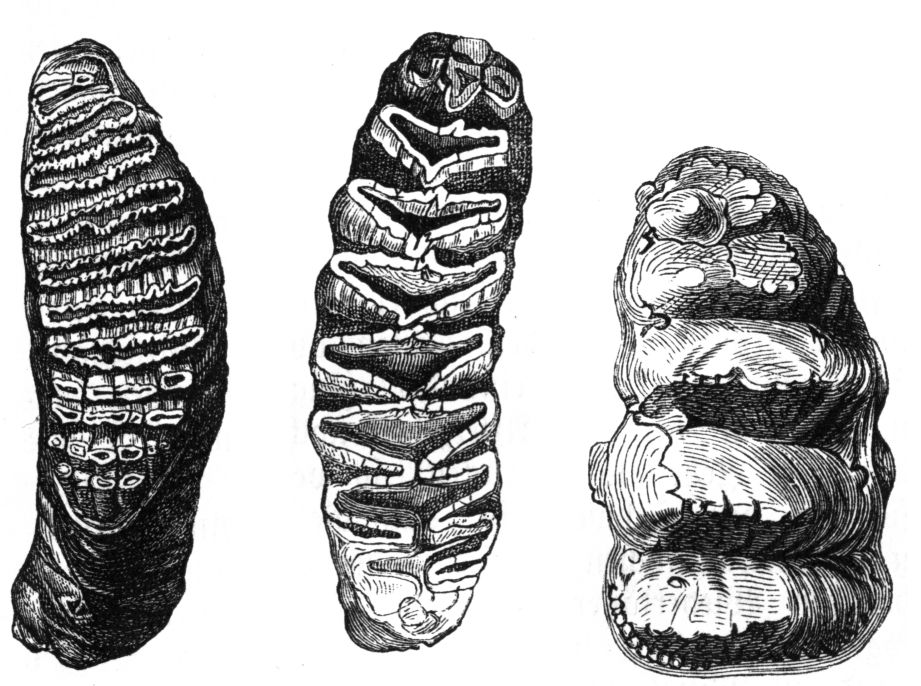
Az indiai elefánt, az afrikai elefánt és egy masztodonfaj őrlőfoga

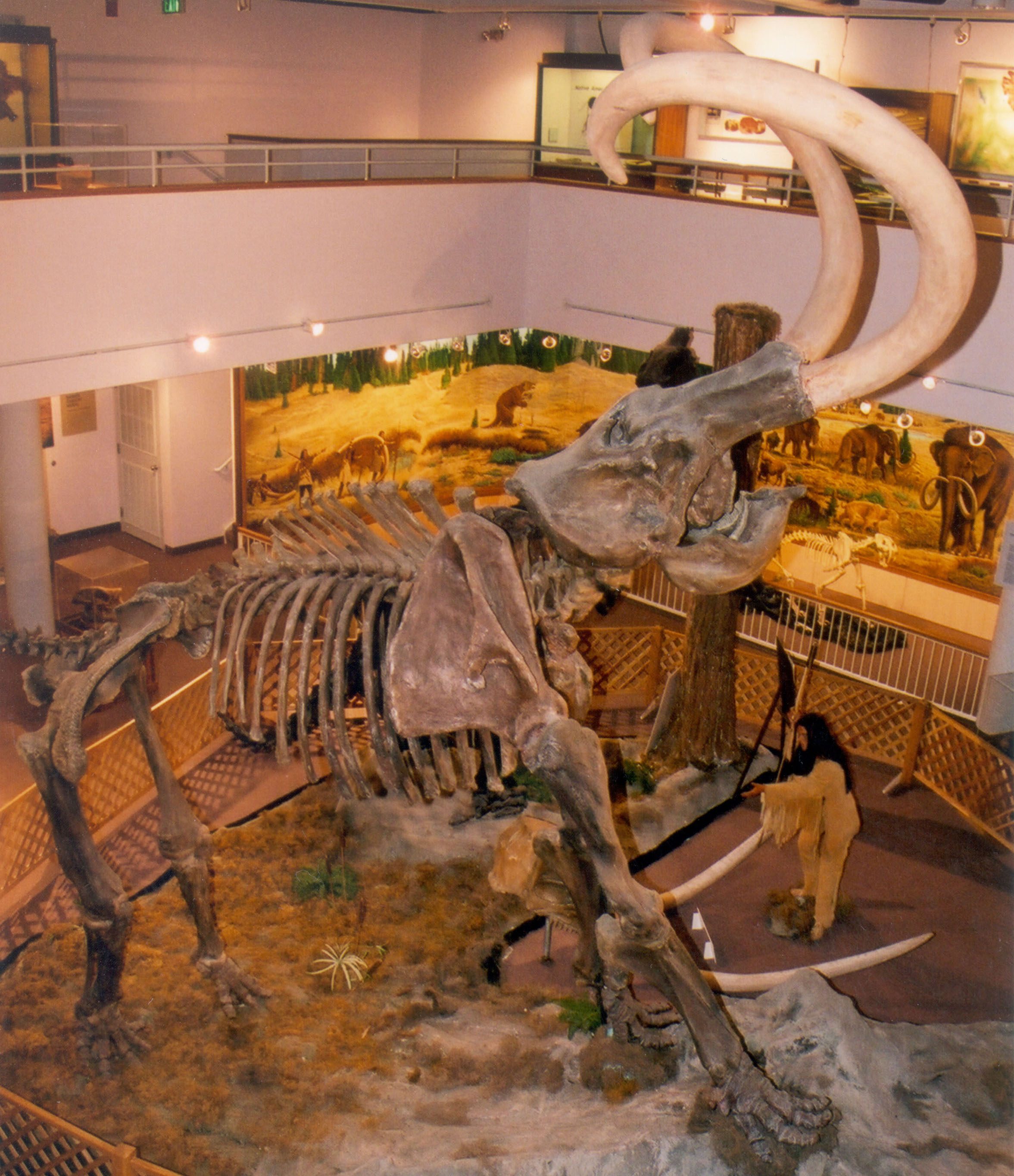
Amerikai mamut csontváza

A fent említett három nem a zápfogainak jellegzetes alakjával különül el más ormányosoktól. Az elefántfélék zápfogainak őrlőfelületén jellegzetes harántirányú dentinredők alakultak ki (akárcsak a reszelőkön), amelyeket kemény fogzománc borít. A redők közötti árkokat lágyabb fogcement borította, így a nagyobb igénybevételű redők és a kisebb igénybevételű árkok azonos mértékben koptak.
Ez a fogazat lehetővé tette, hogy az elefántfélék durvább táplálékot is elfogyasszanak és mostohább körülmények között is megéljenek. (Más ormányosoknál, például a masztodonféléknél, megmaradtak a gumós zápfogak.) Ez a jellegzetes fogazat már a távolabbi rokon Stegodon-oknál megjelent és később fajspecifikussá vált: így a paleontológusok leginkább a fogaik alapján azonosítják az egyes elefántféléket. Az északi fajoknál idővel vastagabb korona fejlődött ki.

### A mamutok virágkora: a pleisztocén
Az első ismert igazi mamutfaj az Afrikában 3 millió évvel ezelőtt élt afrikai mamut (Mammuthus africanavus). Minden bizonnyal belőle alakult ki a késő pliocénre a déli mamut (Mammuthus meridionalis), amely az egyik első, Afrikán kívül megjelent mamutfaj volt és a Földközi-tenger mellékén élt Európában és Ázsiában.
A déli mamut még meleg, nedves környezetet és buja növényzetet kedvelő faj volt, a hűvösebb klímához alkalmazkodott populációiból fejlődött ki a sztyeppei mamut (Mammuthus trogontherii) a pleisztocén elején. A sztyeppei mamutok voltak a később megjelent gyapjas mamutok (Mammuthus primigenius) ősei Eurázsiában. Egyes sztyeppei mamut populációk a pleisztocén elején a Bering-földhídon keresztül Észak-Amerikába vándoroltak, ahol kifejlődött belőlük az amerikai mamut (Mammuthus columbi), majd abból a pleisztocén vége felé a channel-szigeteki törpemamut (Mammuthus exilis).

### Törpemamutok
Az amerikai mamutnak az szigeti törpenövés eredményeként többfelé, így kaliforniai Channel-szigeteken helyileg kialakult törpe változata fejlődött ki, a gyapjas mamutnak pedig az északkelet-szibériai Vrangel-szigeten alakult ki törpenövésű alfaja. Ezen fajon példányai „mindössze” embermagasságúak voltak. A Channel-szigetek törpemamutjai még találkozhattak az első indiánokkal, a Vrangel-szigetről pedig az utolsó példányok kb. Kr. e. 2000 körül haltak ki. Éltek még törpe növésű mamutok a Földközi-tenger nagyobb szigetein is, mint a krétai törpemamut (Mammuthus creticus),

## Rendszerezés
A nembe az alábbi 10 faj tartozik:
- afrikai mamut (Mammuthus africanavus) (Arambourg, 1952)
- amerikai mamut (Mammuthus columbi) (Falconer, 1857)
- Mammuthus creticus (Bate, 1907)
- channel-szigeteki törpemamut (Mammuthus exilis) (Stock & Furlong, 1928)
- Mammuthus lamarmorai Forsyth Major, 1883
- déli mamut (Mammuthus meridionalis) (Nesti, 1825)
- gyapjas mamut (Mammuthus primigenius) (Blumenbach, 1799) - típusfaj
- Mammuthus rumanus Ştefănescu, 1924
- Mammuthus subplanifrons Osborn, 1928
- sztyeppei mamut (Mammuthus trogontherii) Pohlig, 1885

Fontos kiemelni, hogy a mai elefántok nem a mamutok leszármazottjai. A masztodonfélék (Mammutidae) pedig (nagymértékű hasonlóságuk ellenére) külön családot alkotnak az ormányosok rendjén belül.

## Testfelépítésük

### Általánosságban
A mamutok igazi elefántfélék voltak, és a viszonylag közeli rokonság miatt nagyon sok jegyük igen hasonlított a mai elefántokéra. Ezt Ross McPhee, az Amerikai Természetrajzi Múzeum munkatársa így mondja: „Ha megborotválnád őket, nagyon hasonlítanának az elefántokra.”.

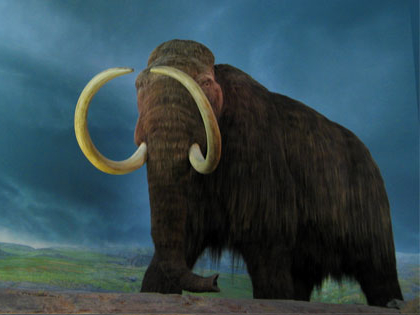
Gyapjas mamut – rekonstrukció

Csontozatukat nagyon jól ismerjük: egyrészt a méreteik miatt jobban megmaradtak, másrészt pedig mert a maradványok (földtörténeti mértékkel mérve) nagyon fiatalok. Ezek miatt nagyon sok, viszonylag teljes csontvázuk ismeretes.
A belső és lágy részeiket (sőt gyomortartalmukat) csak a gyapjas mamutoknak ismerjük: Szibéria és Alaszka örökké fagyott vidékei sok példányt megőriztek „szőröstől-bőröstől”. Észak-Szibéria és Alaszka (európaiak általi) betelepülésének kezdeti szakaszában az is előfordult, hogy szánhúzókutyákkal etették fel az ilyen módon konzerválódott mamuttetemeket – így takarékoskodva élelmezésükkel.
A mamutok főbb vonalakban az alábbiakban tértek el ill. hasonlítottak a mai elefántokhoz:
- a bikák és a tehenek egyaránt viseltek agyarat (csakúgy, mint az afrikai elefántok, az indiai elefántoknál csak a bikák, a ceyloni elefántoknál pedig már ők se nagyon);
- az agyaraik hosszúak voltak (kb. 4,2–4,9 méteresek): egyes fajoknál egyenesebbek, másoknál görbültebbek;
- méretük kb. a ma élő elefántokéval egyezett, vagy valamivel nagyobbak voltak náluk: a marmagasságuk 2,8–4 méter körül, a tömegük pedig 4,5–11 tonna között lehetett;
- a hátuk erősen lejtett hátrafelé;
- az ormányuk végén két ujjszerű kinövés volt (mint az afrikai elefántoknak), amelyek segítségével nagyon jól tudhattak tárgyakat megfogni.
- rövid farkuk volt.

### Fogazatuk

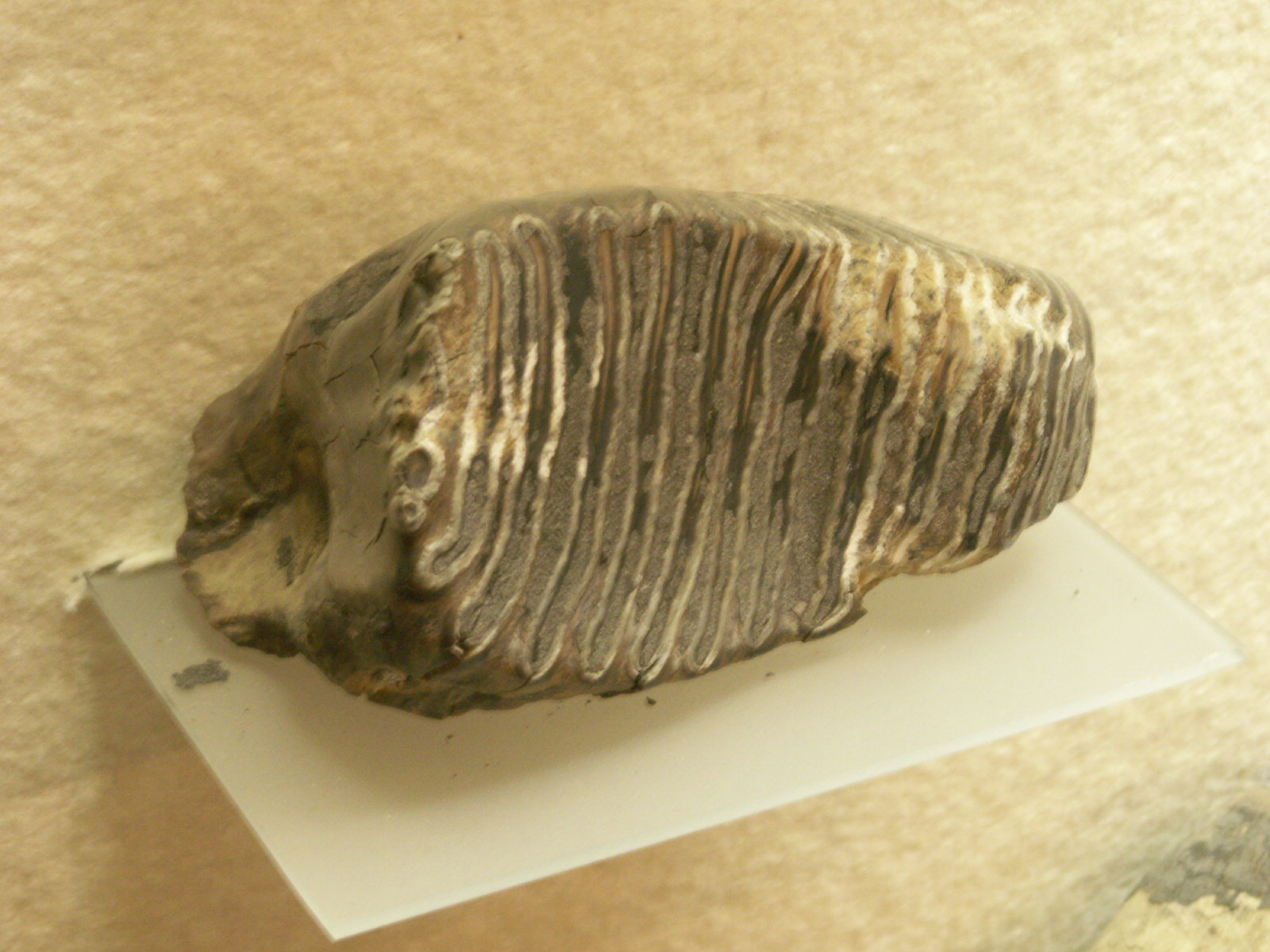
Gyapjas mamut foga. Wosinsky Mór Megyei Múzeum, Szekszárd

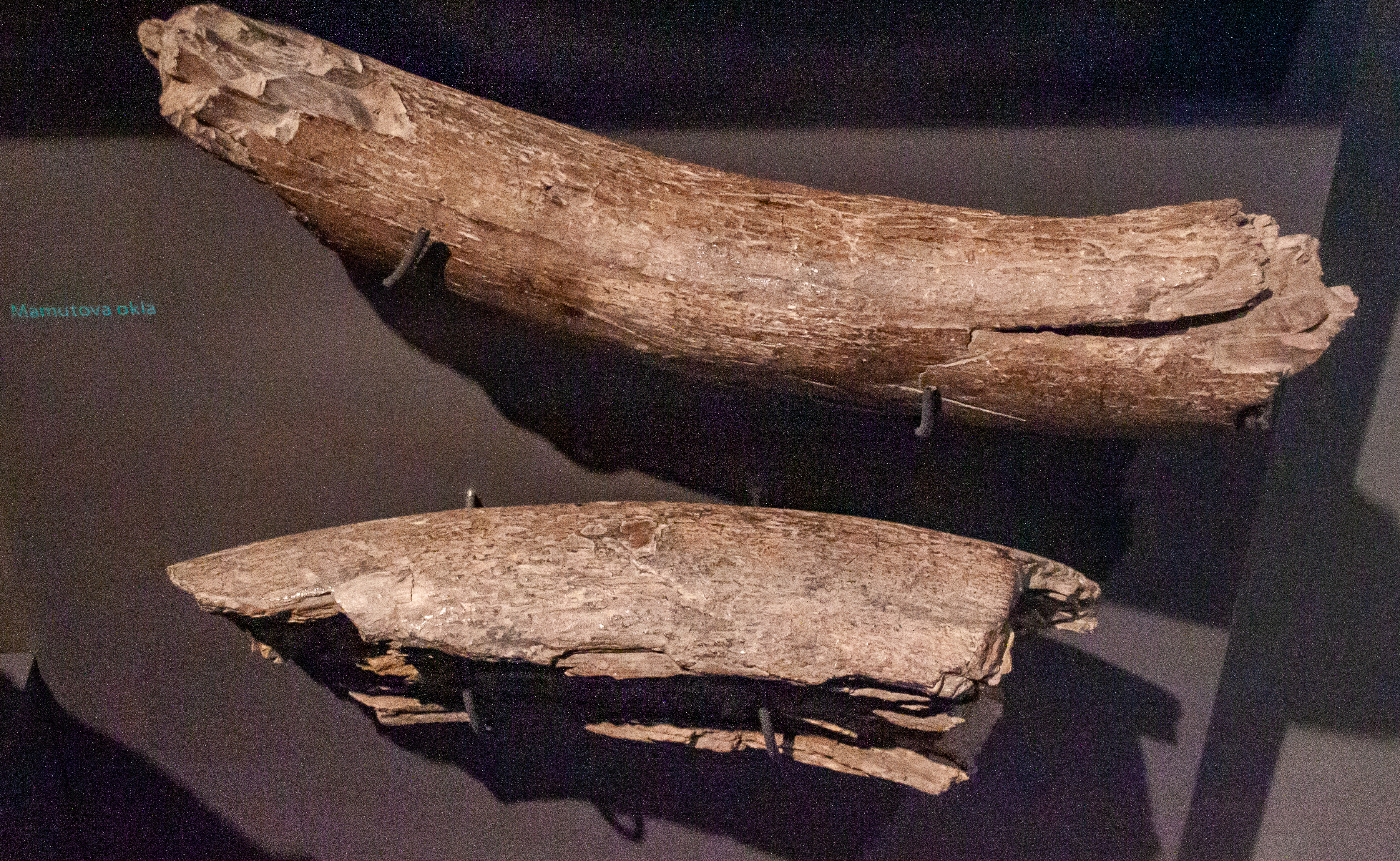
Mamutagyarak maradványai a Celjei Regionális Múzeumban

A mamutoknak a mai elefántokhoz hasonló, redőzött zápfogaik volt: összesen 4 darab (felül 2, alul 2) – igaz méretük akkora volt, mint egy cipősdoboz. Szintén a mai elefántokhoz hasonlóan az elkopott fogaik helyébe folyamatosan újak nőttek:
- az első hat életévükre elhasználták az első három „sorozat” fogukat;
- a negyedik sorozat 13 évesen nőtt ki;
- az ötödik sorozat 27 évesen;
- a hatodik (és egyben utolsó) sorozat pedig kb. 43 éves korukra nőtt ki. Miután ez is elkopott, az állat a hiányos táplálkozás miatt legyengült, megbetegedett és hamarosan elpusztult.

A paleontológusok a fogaik alapján azonosítják az egyes fajokat és határozzák meg az egyes egyedek életkorát.

### Agyaraik
Agyaraik – a többi elefántféléhez hasonlóan – óriásira nőtt felső szemfogak voltak. Agyaraikat a mai elefántokhoz hasonlóan többféle célra használták:
- táplálék kiásására a földből (esetleg a hó alól);
- a ragadozók elriasztására;
- a bikák egymás közötti vetélkedéséhez (nemi szelekció).

Az agyarak keresztmetszeti képein a fák évgyűrűihez hasonló körök láthatók, amelyek sokat elárultak valamely egyed jól- vagy alultápláltságáról. Érdekesség, de az agyarak (egymás azonos részeihez képesti) egyenetlenebb kopása arra utal, hogy egyes egyedek a jobb ill. a bal agyarukat használták többet, vagyis voltak közöttük „jobb agyarú” és „bal agyarú” egyedek. A legnagyobb megtalált agyar egy amerikai mamuttól származik: 4,9 méter hosszú és 94 kg tömegű.

## Életmódjuk
A viszonylag közeli rokonság miatt a mamutok életmódja feltehetően hasonlíthatott a ma élő elefántokéhoz. Így minden bizonnyal a ma élő rokonaikhoz hasonlóan idősebb nőstények (matriárkák) vezette családokban járhatták a füves térségeket, amely családot rokon nőstények és azok borjai alkottak. A hímek az ivarérettségüket követően a saját útjaikat járták. Ragadozóktól (például barlangi oroszlán, amerikai oroszlán, kardfogú macska) csak a borjaknak kellett tartani. Ideális esetekben feltehetően 50-70 évig is elélhettek.
A mamutok tehát az eurázsiai és észak-amerikai sztyeppéken ill. prériken vándorolva a fák, bokrok hajtásait és más növényeket fogyasztottak, agyaraikkal pedig gyökereket áshattak ki. Naponta mintegy 14-20 órát tölthettek táplálkozással, ezalatt kb. 200 kg növényzetet és kb. 180 l vizet fogyaszthattak. Az egyedfejlődésük a mai rokonaikhoz hasonlóan igen lassú lehetett: a tehenek feltehetően kb. 22 havi vemhesség után, 3-4 évente hozhattak világra egyetlen borjat, amelyek kb. 13-15 éves korukra válhattak ivaréretté.

## Kihalásuk
A mamutok pleisztocén végi kihalása (más nagy testű emlősökkel egyetemben – pleisztocén megafauna) máig heves viták tárgya. Az alábbi elméletekkel próbálják magyarázni kihalásukat:

### A terjeszkedő ember túlzott vadászata

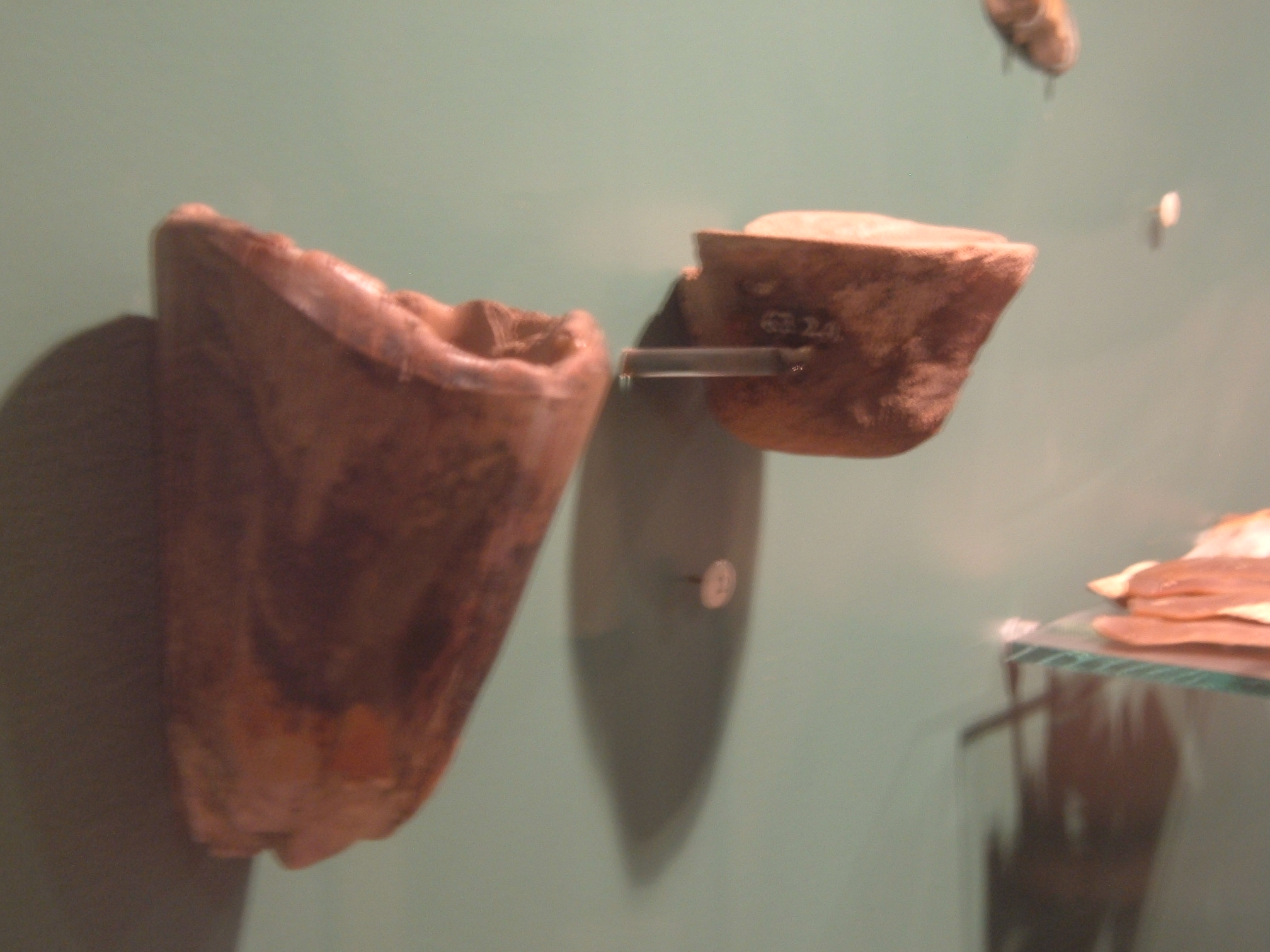
Mamutagyarból készült kupa (bal oldalon) Damjanich János Múzeum, Szolnok

Ezen elmélet szerint a mamutok kihalásáért a pleisztocén végére már Eurázsiában és Amerikában megjelent modern ember túlzott vadászata a felelős. Az elmélet szerint a fejlett vadásztechnikával (íj, lándzsa, dárdavető – gondoljunk a barlangrajzokra) rendelkező pleisztocén kori ember a földrajzi terjeszkedése során olyan, addig viszonylag elszigetelt területekre jutott el, amelyek állatvilága teljesen védtelen volt egy újfajta „ragadozóval” szemben.

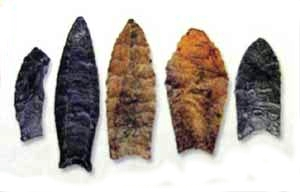
Az amerikai mamutok lehetséges végzete: clovis-i dárdahegyek

Az elméletet Paul S. Martin amerikai paleontológus vetette fel az 1960-as évek végén és szokták még „Villámtámadásnak”, vagy a hírhedt német kifejezést kölcsönvéve „Blitzkrieg”-nek is nevezni, utalva a folyamat gyorsaságára és hatékonyságára. Martin így ír erről: „Ha minden egyes jégkorszaki vadász hetente megölt egy nagy testű emlőst, akkor az a néhány vadász, aki Alaszkába érkezett olyan lehetett, mint egy hadsereg, amely idővel elérte Dél-Amerika déli részét és közben a két amerikai kontinensről eltűntek a nagy testű emlősök.”.
A helyzetet könnyű megérteni, ha a közelmúlt antarktiszi fókavadászataira gondolunk: száz éve a fókavadászok egészen közelről ütötték le bunkóval a félelmet egyáltalán nem ismerő fókákat – mivel az antarktiszi fókáknak nem volt szárazföldi ellenségük. Vagy: az elszigetelt faunák sebezhetőségére nagyon jó példák a csendes-óceáni szigetek. Sok sziget endemikus élővilágát az európaiak által behurcolt patkányok, rókák és macskák pusztították ki, mivel a sokszor természetes ellenség nélkül élő őshonos fajoknak nem volt elegendő idejük alkalmazkodni az új viszonyokhoz.
Ezzel meg lehet magyarázni, hogy Afrikában (és Dél-Ázsiában) miért maradtak fenn máig nagy számban az óriásemlősök (elefántok, orrszarvúak stb.): mivel ők évtízezredeken keresztül együtt éltek a kialakuló emberi fajjal (a Homo erectus már eljutott Ázsiába és Európába), így volt idejük megtanulni alkalmazkodni az emberfélék fokozatosan fejlődő vadásztechnikájához (koevolúció). Más földrészek állatai számára viszont túl hirtelen bukkant fel az ember.
Az elmélet mellett szól, hogy a különböző földrészeken bekövetkező kihalások rendre mindig az ember adott földrészen való megjelenése után nem sokkal következtek be, például Ausztráliát kb. 50-40 000 éve foglalta el az ember, Európát kb. 40-30 000 éve, Amerikát kb. 15-12 000 éve, Madagaszkárt 2000-1000 évvel ezelőtt, Új-Zéland szigetei pedig kb. 1000 éve népesültek be. Vagyis Földünk eldugottabb területeit később érte el a kihalási hullám.
Ráadásul a nagy testű fajok, mint a mamutok kevésbé szaporák, mint a kisebb testű állatok. A mamutok egyik közeli rokona, az afrikai elefánt például 22 hónap vemhesség után elli meg egyetlen utódját, amely kb. 10 év múlva válik ivaréretté, de utódot elleni, ill. nemzeni csak jó néhány év múlva fog tudni. Így viszonylag kevés példány rendszeres elejtése is elindíthat egy fajt a kihalás útján. Egy faj kihalása pedig – az ökoszisztémák rendkívüli összetettsége miatt – más fajt, fajokat is magával ránthat a kihalásba (a nagyragadozóknak valószínűleg ez lett a sorsa).
Martin ugyanakkor beismeri: „Sokat gondolkodom rajta, hogy valószínűleg az emberek irtották ki a mamutokat, de óvatosabb azt válaszolni a problémára, hogy nem tudhatjuk pontosan, mi történt.”. Ross McPhee, aki a „hiperjárvány-elmélet” mellett kardoskodik, azt mondja: „Nincs értelme annak, hogy az emberek úgy akarhatnak viselkedni, hogy egyből megöltek mindent, ami a szemük elé került.”.

### Éghajlatváltozás

A jég által konzervált gyapjasmamutbébi, Luzerni Gletschergarten múzeum, Svájc

A klímaváltozás elmélete szerint a kihalásokat a pleisztocén végi gyors és nagymértékű felmelegedés okozta. A felvetés jogos, mivel az élővilág története során már több tömeges fajkihalást okozott drasztikus klímaváltozás. Mivel a pleisztocénben több jégkorszak is volt (az alpi elnevezésekkel a legkorábbitól haladva: Günz, Mindel, Riss és Würm), amelyeket túléltek a mamutok, ezért felvetődik egy fontos kérdés: miért éppen a legutóbbi jégkorszak végén történt a kihalásuk?
David Jablonski és James W. Valentine amerikai paleontológusok elkezdték kutatni a pleisztocén klímaváltozások feltételezett hatásait Észak-Amerika csendes-óceáni partvidékének kagylófaunái között. Abból indultak ki, hogy ha tényleg a klímaváltozás okozhatta a pleisztocén óriásainak kihalását, akkor ennek a tengerben a kagylófajok között is nyomát kell találni, hiszen egyes helyeken (Kalifornia) a self területe a tengerszint változása miatt a tizedére is csökkent. Kutatásaik eredményéül azt kapták, hogy a klímaváltozások nem okoztak kimutatható kihalást a tengeri élővilágban: az egyes fajok végig fennmaradtak, de észak-déli irányba „vándoroltak” a klímaövek mozgásával.
Ezek alapján úgy tűnik, hogy a klímaváltozás önmagában kevés a mamutok kihalásának megmagyarázásához. Feltehető, hogy Szibéria és Alaszka mai éghajlata (mint egy interglaciálisé) megfelelő lenne a gyapjas mamutok számára, csakúgy mint az észak-amerikai Nagy Síkságé az amerikai mamutok és masztodonok számára. Ezért alternatív magyarázatként a pleisztocén–holocén becsapódási esemény is szóba jön a mamutok kihalásának egyik lehetséges okaként.

### Járványok
Ross McPhee elmélete szerint egy hirtelen megjelenő „hiperjárvány” pusztíthatta ki a mamutokat (és más nagy testű emlősöket), amelyet az ember hurcolhatott szerteszét. Tény, hogy ha egy új fertőző betegség üti fel a fejét egy elszigetelt faunában, akkor az nagy pusztítást végezhet az őshonos fajok között, mivel azok szervezete még soha sem találkozott az új kórokozókkal. Azért a nagy testű fajok között okozhatott leginkább kihalást a feltételezett járvány, mert ők kevésbé szaporák, így sokkal kisebb az esélye annak, hogy olyan egyed születik, aki ellenálló az adott betegséggel szemben (ez az oka annak, hogy nem kell attól féljünk, hogy Földünk például patkány vagy házi egér nélkül marad).
Hasonló játszódott le Amerika felfedezését követően: akkor az európaiak által behurcolt fertőző betegségek (például himlő, influenza, kanyaró, pestis, tuberkulózis stb.) egyes becslések szerint az őslakosság 95%-át ölték meg, mivel az ő szervezetük számára teljesen ismeretlenek voltak az „óvilági” kórokozók, így nem is szerezhettek semmilyen védettséget velük szemben. (Ráadásul az amerikai indiánok genetikai állománya sokkal kevésbé változatos, mint az óvilági embereké, mivel ők „csak” kb. 12 000 éve élnek „elkülönülten”.)
Fontos megjegyezni azonban, hogy azok a betegségek, amelyek Amerika felfedezését követően az indiánokat megtizedelték, egytől egyig valamely óvilági háziállattól származnak: mindegyikük jó példa arra, hogy megfelelő körülmények esetén viszonylag rövid idő is elegendő ahhoz, hogy egyes kórokozók gazdafajt váltsanak. A szarvasmarhától származik a kanyaró, a himlő és a tuberkulózis; a disznótól, kutyától a szamárköhögés, a házi szárnyasoktól pedig az influenza.
Egyesek szerint ezt a világjárványt a terjeszkedő ember által több mint 10 000 éve háziasított kutya valamelyik kórokozója (bolha) vagy fertőző betegsége (például veszettség, szopornyica) okozhatta, erre szintén akad példa: a közelmúltban afrikai nemzeti parkokban oroszlánok betegedtek meg szopornyicában.
Tehát végső soron ez az elmélet is az embert teszi felelőssé a mamutok kihalásáért, bár „csak” közvetve. A kérdéses kórokozó(k) nyomait McPhee az északkelet-szibériai Vrangel-szigeten keresi.

## A mamutok „feltámasztása”
Néhány különösen jó megtartású szibériai gyapjas mamutlelet (a legutóbbit 1999-ben találták – „Zsarkov-mamut”) során felvetődött, hogy molekuláris biológiai módszerekkel (klónozással) talán lehetséges a gyapjas mamutok feltámasztása. 

### Klónozás
A klónozáshoz elvileg hibátlan, vagy többé-kevésbé hibátlan DNS szükséges: az utóbbi esetben a hiányzó szekvenciák esetleg kipótolhatók máshonnan. A gond viszont az, hogy a DNS elég sérülékeny és könnyen lebomlik még Szibéria vagy Alaszka örökké fagyott vidékein is (a DNS számára a -22 °C-nál alacsonyabb hőmérséklet az ideális).
Mindezek ellenére nem kizárt, hogy találnak néhány tízezeréves, viszonylag ép, klónozásra alkalmas DNS-t. (Mamut-DNS-t különben már az 1980-as években is sikerült kivonni.) A DNS-t ezek után minden bizonnyal egy indiai elefánt petesejtjébe ültetnék be: azonban kérdéses, hogy az befogadja-e. (Dollynál bárány testi sejt-DNS-t juttattak bárány-petesejtbe.) Ha pedig mégis elkezd növekedni a petesejt, még akkor is nagy az esélye, hogy egyéb okok miatt kilökődik, illetve az embrió valamilyen fejlődési rendellenesség miatt elpusztul.

### Keresztezés (hibridizáció)
Mivel a Zsarkov-mamut hím, ezért ha sikerül egy hímivarsejtjét kinyerni, akkor egy nőstény indiai elefántot azzal megtermékenyítve elvileg egy hibrid születne. A fő kérdés itt, hogy mennyire különbözik a két faj genetikai állománya a több millió éves különélés óta. Egyesek szerint az eltérés 5%, ami nagyobb, mint az ember és a csimpánz között. Ráadásul az indiai elefántnak 56, a gyapjas mamutnak 58 kromoszómája van.

## Mamutokhoz kapcsolódó érdekességek

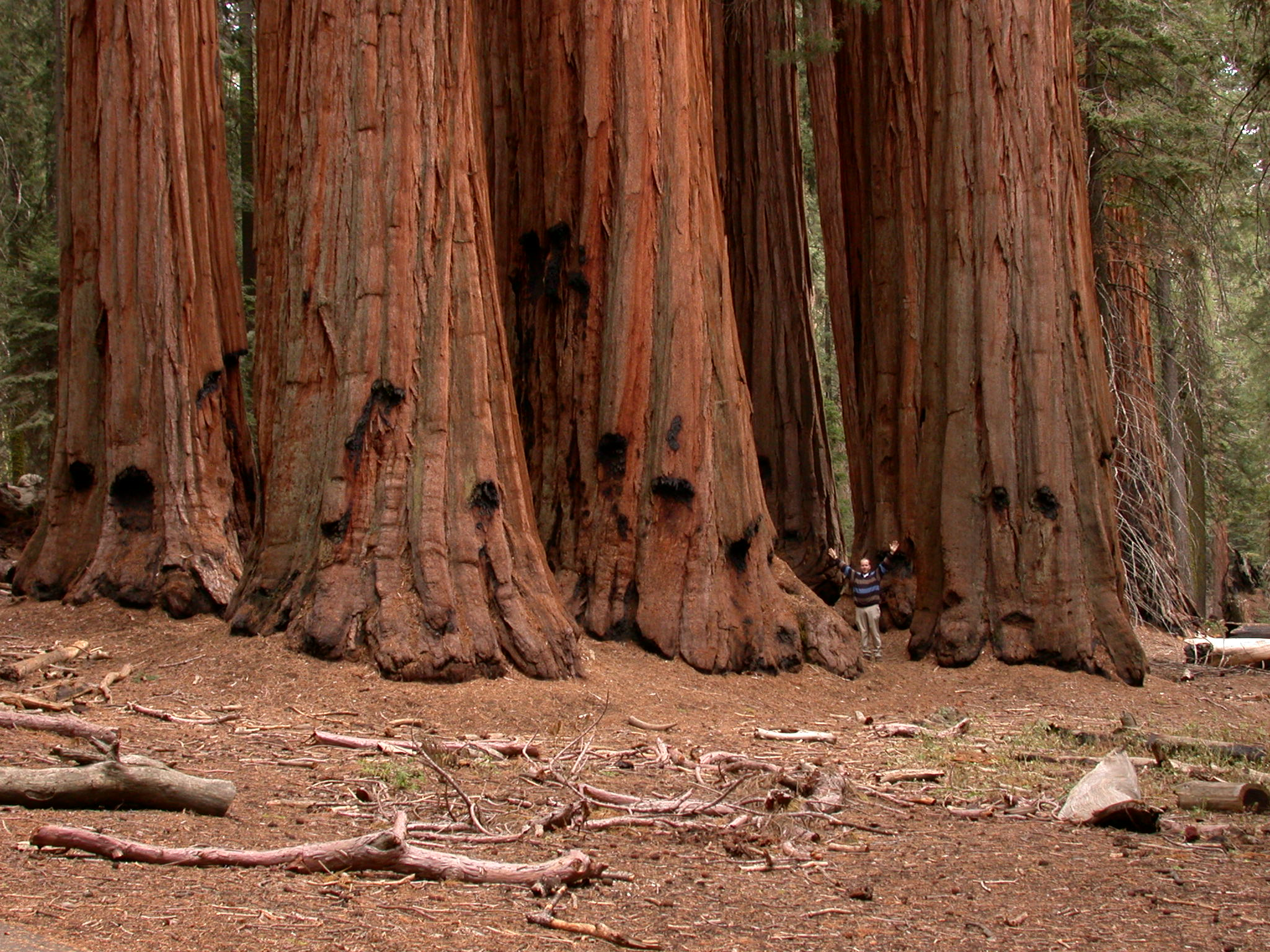
A mamutfenyők méretük miatt kapták magyar nevüket, de a ma is élő idősebb példányok kortársai voltak a mamutoknak ifjú korukban

Hatalmas méretei (hossza, kiterjedése, óriási belső terei) miatt kapta nevét a mamutokról az Amerikai Egyesült Államok Kentucky államában található Flint-Mamut-barlangrendszer (korábban: Mamut-barlang), amely az eddig feltérképezett kb. 560 km-es hosszával Földünk messze leghosszabb ismert barlangrendszere.

### Mamutok Zircen
A 2006-ban útépítési munkálatok során megtalált fiatal mamutok a zirci Bakonyi Természettudományi Múzeumban vannak kiállítva. A keresztségben a Tonna és Mázsa nevet kapták. A két mamutcsontváz mellett számos más jégkorszaki óriás is helyet kapott a kiállításon.

### Gyima nevű mamutbébi
35 ezer éves mamutbébire találtak a szibériai tundra egykor mocsaras, fagyos talajában. Gyimát jó 30 évvel ezelőtt aranyásók találták meg. Egyetlen más mamut sem maradt fenn olyan jó állapotban, mint Gyima. Lábain még kicsinyke irha is látható. A mamutbébi 90 centiméter magas és 115 kilogrammot nyom. Mintegy hét hónapos lehetett, amikor elsüllyedt a szibériai mocsárban.

### Angol nyelven
- Mammoth Origins, Species, Heights & Weights, Teeth, and Tusk Information
- Ice Age Mammoth
- Stegodon
- Elephant Evolution
- The Ancestral Tree of the Proboscidea. Discovery, Evolution, Migration and Extinction Over a 50,000,000 Year Period[halott link]
- Phylogenetic position of Elephas, Loxodontaand Mammuthus, based on molecular evidence
- Late Pleistocene mammoth herd structure, migration patterns, and Clovis hunting strategies inferred from isotopic analyses of multiple death assemblages
- Mammoths
- About Mammoths
- Man vs. mammoth: a battle for supremacy in the Ice Age Archiválva 2006. július 28-i dátummal a Wayback Machine-ben
- Mammoths massacred by microbes? Archiválva 2006. július 24-i dátummal a Wayback Machine-ben
- When good climates turn bad Archiválva 2006. július 28-i dátummal a Wayback Machine-ben
- Woolly Mammoths Remains: Catastrophic Origins?
- Woolly Mammoths: Suited for Cold?
- Woolly Mammoth Resurrection, „Jurassic Park” Planned
- The Mammoth Story
- Woolly Mammoth Study Shows Complexity of Evolution
- What Killed the Mammoths?
- Where Have All the Mammoth Gone?
- Will mammoths walk again? Archiválva 2008. május 15-i dátummal a Wayback Machine-ben
- Mammoth Cave National Park

### Magyar nyelven
- A mamutklónozás kérdőjelei
- A mamut kiemelése
- Újabb kísérlet a mamut feltámasztására
- Mamut-bébi: Jégbefagyva - Ljuba megtalálása